# Cladiella latissima
Cladiella latissima is een zachte koraalsoort uit de familie Alcyoniidae. De koraalsoort komt uit het geslacht Cladiella. Cladiella latissima werd in 1944 voor het eerst wetenschappelijk beschreven door Tixier-Durivault. 